# Kanakapura
Kanakapura là một thị trấn thuộc huyện Ramanagara, bang Karnataka, Ấn Độ.

## Địa lý
Kanakapura có vị trí 12°33′B 77°25′Đ / 12,55°B 77,42°Đ Nó có độ cao trung bình là 638 mét (2093 feet).

## Nhân khẩu
Theo điều tra dân số năm 2001 của Ấn Độ, Kanakapura có dân số 47.047 người. Phái nam chiếm 52% tổng số dân và phái nữ chiếm 48%. Kanakapura có tỷ lệ 66% biết đọc biết viết, cao hơn tỷ lệ trung bình toàn quốc là 59,5%: tỷ lệ cho phái nam là 72%, và tỷ lệ cho phái nữ là 59%. Tại Kanakapura, 11% dân số nhỏ hơn 6 tuổi.